# Defusing
 (mars 2023).
Si vous disposez d'ouvrages ou d'articles de référence ou si vous connaissez des sites web de qualité traitant du thème abordé ici, merci de compléter l'article en donnant les références utiles à sa vérifiabilité et en les liant à la section « Notes et références ».
Le defusing est une technique de prise en charge des personnes qui viennent de vivre un traumatisme psychique, dans les premières heures de celui-ci.

## Principes
Il s'agit d'une première intervention qu'on ne peut pas qualifier de psychothérapie, mais qui apporte un soin psychique d'urgence face aux blessures psychiques. Ce soin doit être réalisé par des professionnels formés à ce genre de situation. En France, le système des cellules d'urgence médico-psychologique ou CUMP, permet d'organiser ces soins dans les premières heures de l'événement et sur les lieux de celui-ci.
François Lebigot décrit deux fonctions au defusing : la fonction d'accueil (il s'agit de réintégrer la victime au monde des vivants dont elle s'est sentie un moment exclue), et la fonction d'interlocution (permettre qu'une parole adressée à un autre émerge à nouveau). L'entretien est mené avec prudence, il ne s'agit pas de demander à la personne de « raconter » l'événement qu'elle vient de vivre, mais de lui permettre d'ordonner sa parole et sa pensée, et de se sentir à nouveau appartenir à la communauté humaine, au sortir de l'enfer qu'elle vient de traverser.
Il ne s'agit pas d'un debriefing psychologique, qui pourra être effectué dans les jours qui suivent.
Il n'est pas nécessaire d'être un professionnel de la santé mentale pour effectuer un defusing. Toutes personnes formées à cette pratique peut user de cette connaissance et mettre en place cette pratique.